# Indiase architectuur
De Indiase architectuur kent haar wortels in de geschiedenis, cultuur en religie van India. Deze architectuur stond in de loop van de millenialange geschiedenis onder steeds veranderende invloeden. Ook begin 21e eeuw gaan deze veranderingen door in een tijd van grote economische groei en welvaart in het land.
Machtige families van heersers en aristocraten in India kunnen beschikken over grote gebouwen, zoals: forten, paleizen en herenhuizen (haveli's). Vele daarvan, vooral in Rajasthan en Gujarat, zijn een harmonieuze combinatie van grootschaligheid en verfijnde decoratie. Het bekendste is de Taj Mahal.
De Britten hebben hun eigen architectonische stempel gedrukt, een mengeling van Oost en West. Overal in landelijk India is een groot aantal inheemse bouwvormen te zien die door de eeuwen heen onveranderd zijn gebleven.

## Stedelijke architectuur
Halverwege de 19e eeuw begonnen de Britten elementen van de Indiase islamitische architectuur te incorporeren in de Europese neoclassicistische of neogotische stijl. Deze Indo-Saraceense stijl weerspiegelde de Britse trots. Tot deze gebouwen horen Chhatrapati Shivaji Terminus en Universiteit van Mumbai, en het High Court en Egmore Station in Chennai. Dit culmineerde in de nieuwe hoofdstad New Delhi, waarvoor sir Edwin Lutyens en zijn medewerkers een majestueuze architectuurstijl ontwikkelden die een elegante synthese vormde van de Indiase en de Europese architectuurtradities.

## Landelijke architectuur
De landelijke huizen in India weerspiegelen het gevarieerde klimaat en het aanbod aan bouwmateriaal. Ondanks de diversiteit zijn er toch enkele overheersende principes. Een karakteristieke woning betreedt men vanaf de straat door de voordeur, die vaak wordt beschut door een veranda. De eerste kamer dient gewoonlijk als woon- en slaapkamer. Aan de achterkant, aan de andere kant van de binnenplaats, bij de put of een andere watervoorraad, wordt gekookt en gegeten. Hindoehuizen hebben een gemetselde verhoging (vrindavan) op de binnenplaats, waar het heilige tulsi (basilicum) wordt vereerd.

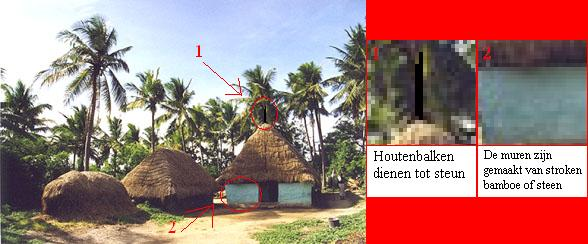
Tribale woning

Tribale woningenTribale woningen in het beboste noordoosten worden snel gebouwd van hout en bamboe. Als het gezin groter wordt, komen er kamers bij.
BergwoningenBergwoningen worden gebouwd op verhoogde grond en hebben een verdieping; de begane grond dient 's winters als stal voor het vee.
KustwoningenKustwoningen hebben een aflopend pannendak, dat beschermt tegen zon en regen. Aan het tulsi is te zien dat dit een hindoe-woning is.
WoestijnwoningenWoestijnwoningen worden gemaakt van leem en bestaan uit één kamer met een rieten dak. In de ronde kothi wordt graan opgeslagen. De buitenmuur is verfraaid met motieven in kalk.

## Bouwmateriaal
Traditioneel werden de meeste huizen gebouwd van plaatselijk beschikbaar materiaal. In Bengalen, Orissa en in Noordoost-India werden bamboe en riet gebruikt, terwijl men in Madhya Pradesh, Maharashtra en in Zuid-India de voorkeur gaf aan natuursteen en terracotta tegels. Deze materialen worden tegenwoordig in hoog tempo vervangen door staal en beton. Leem is echter nog steeds het meestgebruikte materiaal; soms wordt het gemengd met koeienmest en stro.